# Yanglingou (köpinghuvudort i Kina, Hubei Sheng, lat 30,53, long 113,64)
Yanglingou (kinesiska: 杨林沟, 杨林沟镇) är en köpinghuvudort i Kina. Den ligger i provinsen Hubei, i den centrala delen av landet, omkring 62 kilometer väster om provinshuvudstaden Wuhan. Antalet invånare är 35 507. Befolkningen består av 16 805 kvinnor och 18 702 män. Barn under 15 år utgör 15,0 %, vuxna 15-64 år 74 %, och äldre över 65 år 9,0 %.
Runt Yanglingou är det tätbefolkat, med 613 invånare per kvadratkilometer. Närmaste större samhälle är Hanchuan, 17,6 km nordost om Yanglingou. Trakten runt Yanglingou består till största delen av jordbruksmark.
Genomsnittlig årsnederbörd är 1 638 millimeter. Den regnigaste månaden är maj, med i genomsnitt 242 mm nederbörd, och den torraste är december, med 28 mm nederbörd.